# Charaxes rossa
Charaxes rossa är en fjärilsart som beskrevs av Hans Fruhstorfer 1914. Charaxes rossa ingår i släktet Charaxes och familjen praktfjärilar. Inga underarter finns listade i Catalogue of Life.